# Casa Museo Juan Cabré

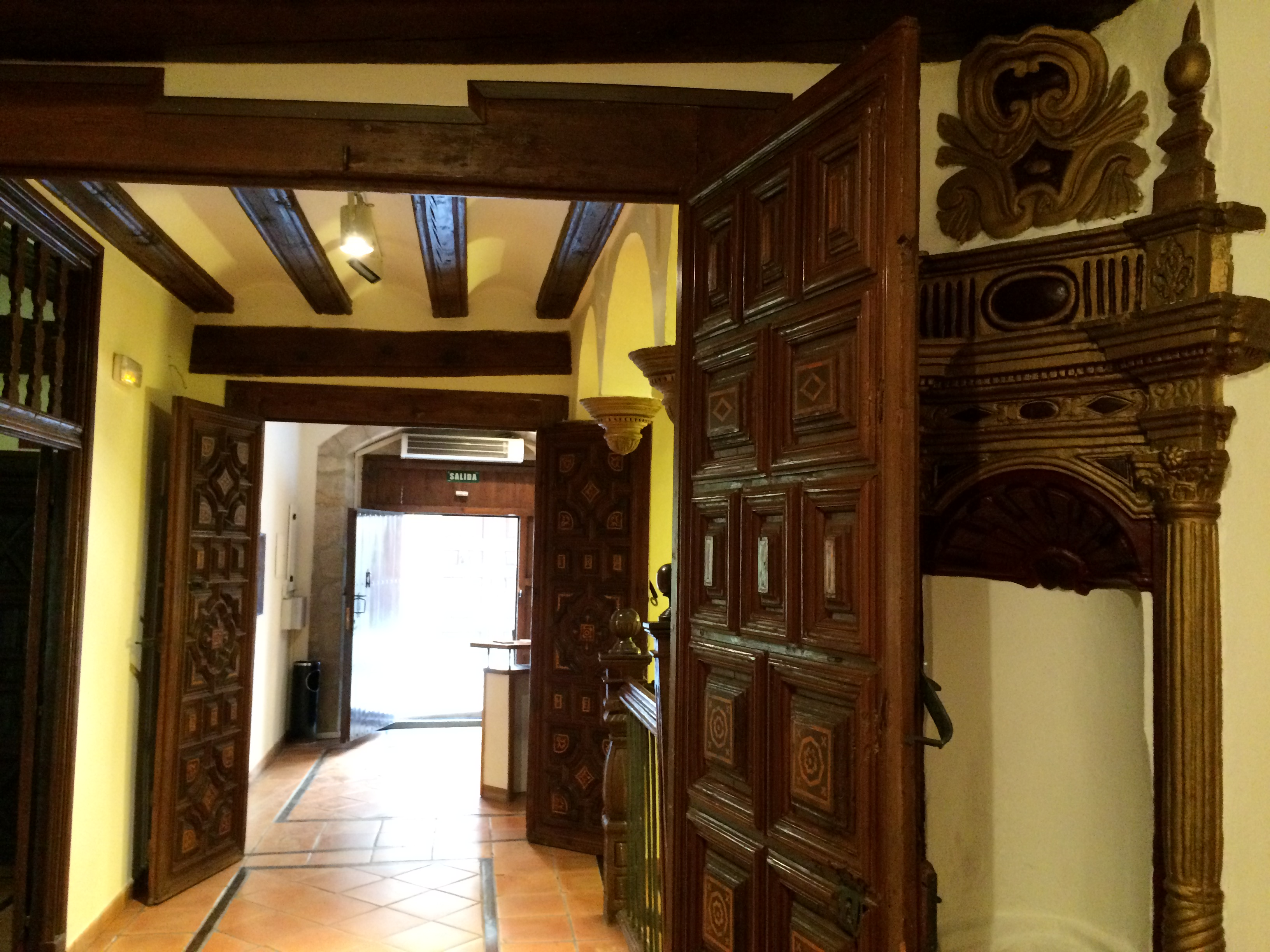
Puertas con un gran trabajo de ebanistería.

La Casa Museo Juan Cabré es el edificio de finales del siglo XVIII de la localidad española de Calaceite que alberga el Museo Juan Cabré.
El edificio fue reformado para albergar el museo, inaugurado en 1987, y desde 1995 ha sufrido sucesivas reformas con el fin de mejorarlo, así como incrementar la calidad de la exposición museística.
El edificio tiene tres plantas y dos semisótanos separados. La planta baja y la primera contienen la colección y trabajos de Juan Cabré. La segunda planta está ocupada por el salón de actos y la biblioteca. Uno de los semisótanos del edificio alberga salas para exposiciones temporales y el otro la parte etnográfica y trabajos sobre los íberos.

## Museo
El Museo Juan Cabré es una institución dedicada a la conservación de la colección del arqueólogo y prehistoriador español Juan Cabré. Se encuentra en la localidad turolense de Calaceite, parte de la comunidad de Aragón, España.